# Patrick Ascione
Patrick Ascione (París, 1953 - Calvados, 2014) fou un compositor francès de música electroacústica i acusmàtica.
Després d'estudiar música clàssica, (1976-79), s'uneix a l'Institut Internacional de música Electroacústica de Bourges, antic GMEB. Fins al 1984. durant aquest període, dirigí nombrosos cursos, intervencions educatives i concerts públics arreu de França i l'estranger en nom de l'estructura. Ascione aborda paral·lelament la composició per ordinador a l'Institut de recherche et coordination acoustique/musique (IRCAM), seguidament es consagra a la composició i la recerca.
Convidat pels principals centres d'investigació i creació (GMEA, Albi, GWVL, Lió, CIRM, Niça dirigida per Michel Redolfi (estudi delta P, de La Rochelle, Música i Recerca a Brussel·les, Xarxes d'Arts Media a Montreal…). El 1991 obté el premi Vila-Médicis del Ministeri d'Afers Estrangers del Canadà.
Va compondre principalment per encàrrec dels grans estudis o de l'Estat. Van ser estrenat a França i l'estranger, i difusats pels canals de ràdio France Musique i France Culture, i ràdios nacionals d'Europa i dels Estats Units. Ha guanyat diversos concursos internacionals.
Sol·licitat pels jurats dels concursos internacionals de composició acústica tant a França com a l'estranger, fou professor de música acústica al Conservatori de Música de Cherburg-Octeville en la classe que ell havia fundat el 2003 amb l'ajuda de la Direcció régional dels Afferss culturals de la Baixa Normandia, i va intervenir com a formador al Centre de Formation des Enseignants de la Danse et de la Musique de Normandia.
Dos períodes musicals caracteritzant la seva carrera:
A partir de 1978 evoca en la seva música l'analogia entre la música electroacústica i la pintura, que són per naturalesa, les arts de suport i fixació dels sons i els colors: Metamorfosis d'una llimona groga, Blaus i formes, Polifonia-Policrom…
El 1986, es movia vers el que ell va anomenar polifonia espacial, aprofità per ampliar el concepte de principis i tècniques d'aplicació d'enregistrament multipista pel concert i una pràctica nova de composició consistent en integrar dins el procés mateix d'escriptura els paràmetres d'especialització i difusió:
 Espais-Paradoxes, Arenes-Around, Cants Esfèrics, Colors d'Espai, Holophonie ou la baleine rouge, Danse de l'aube, Barcarola d'estudi i cinta, Enèsima, Figures d'estil: Resultat "Ascionerie".